# Balog D. Menyhért
Balog D. Menyhért magyar kaszkadőr, kaszkadőrszakértő. 1978 óta dolgozik a színház- és filmszakmában.
15 évig élt Németországban, ahol rendkívül nagy szakmai tapasztalatot szerzett. Neves német rendezőkkel dolgozott együtt, mint akciórendező.[forrás?]
Több, mint 300 filmben vett eddig részt, többségükben külföldi, elsősorban német, amerikai és angol produkciókban. Helyettesített olyan színészeket, mint Sylvester Stallone, George Hamilton, James Belushi, Timothy Dalton, Dennis Quaid, Jeremy Irons, John Goodman vagy Tom Cruise.
A Kaszkadőr Lovas Színház vezetője.